# Гарсия, Роберто Хоакин
Роберто Хоакин Гарсия (исп. Roberto Joaquín García; род. 20 августа 2001, Ла-Матанса, Буэнос-Айрес) — аргентинский футболист, защитник клуба «Велес Сарсфилд». Участник Олимпийских игр 2024 в Париже.

## Клубная карьера
Гарсия — воспитанник клуба «Велес Сарсфилд». 2 апреля 2021 года в матче против «Банфилда» он дебютировал в аргентинской Примере. 10 октября 2023 года в поединке против «Атлетико Тукуман» Роберто забил свой первый гол за «Велес Сарсфилд».

## Международная карьера
В 2024 году Гарсия в составе олимпийской сборной Аргентины принял участие в Олимпийских играх в Париже. На турнире он сыграл в матчах против команд Марокко, Ирака и Франции.